# Klip/Mon Plaisir
Klip/Mon Plaisir – strefa (zone) w regionie Oranjestad-Oost w środkowo-zachodniej części kraju autonomicznego Aruba, należącego do Holandii, w Ameryce Południowej. 1 stycznia 2020 r. liczyła 1393 mieszkańców. 

## Podział administracyjny
W skład strefy wchodzą dwie miejscowości
- Klip
- Mon Plaisir

## Demografia
Strefa liczy 1393 mieszkańców (1 stycznia 2020).
| Kobiety | Mężczyźni |
| ------- | --------- |
| 609     | 784       |